# Кургашево
Кургашево (баш. Ҡурғаш) — деревня в Кигинском районе Республики Башкортостан Российской Федерации. Входит в состав Леузинского сельсовета.

## География

### Географическое положение
Расстояние до:
- районного центра (Верхние Киги): 11 км,
- центра сельсовета (Леуза): 7 км,
- ближайшей ж/д станции (Сулея): 36 км.

## Население
| 2002 | 2009 | 2010 |
| ---- | ---- | ---- |
| 319  | ↗325 | ↘279 |

Национальный состав
Согласно переписи 2002 года, преобладающая национальность — башкиры (95 %).